# Звукозаписна компания
Звукозаписната компания, също музикален издател, е компания, специализирана за записване на музикални изпълнения на певци и музикални групи, чиито звукозаписи предлага за продажба.
На английски за това понятие разговорно (но неточно) се употребява думата лейбъл (означаваща най-често надпис, етикет, марка) вместо по-ясния израз рекърд лейбъл (на английски: record label – марка на звукозаписа), като се подразбира не само търговската марка, но и едноименната звукозаписна компания.
Музикалните аудио- и видеозаписи се възпроизвеждат в различни формати, включително грамофонни плочи, магнетофонни ленти и касети, компактдискове (CD), DVD и разпространение в интернет.
Повечето големи звукозаписни компании се контролират от редица мултинационални компании, които заедно съставляват огромното мнозинство от световната музикална индустрия.

## Големи компании
Най-големи компании в музикалната индустрия, заемащи около 80% от пазара, са:
През 2004 – 2012 г.
- Юнивърсъл Мюзик Груп
- Сони Мюзик Ентъртейнмънт
- Уорнър Мюзик Груп
- И Ем Ай